# Semisulcospira habei
Semisulcospira habei is een slakkensoort uit de familie van de Semisulcospiridae. De wetenschappelijke naam van de soort werd voor het eerst geldig gepubliceerd in 1969 door Davis.